# Anant Agarwal

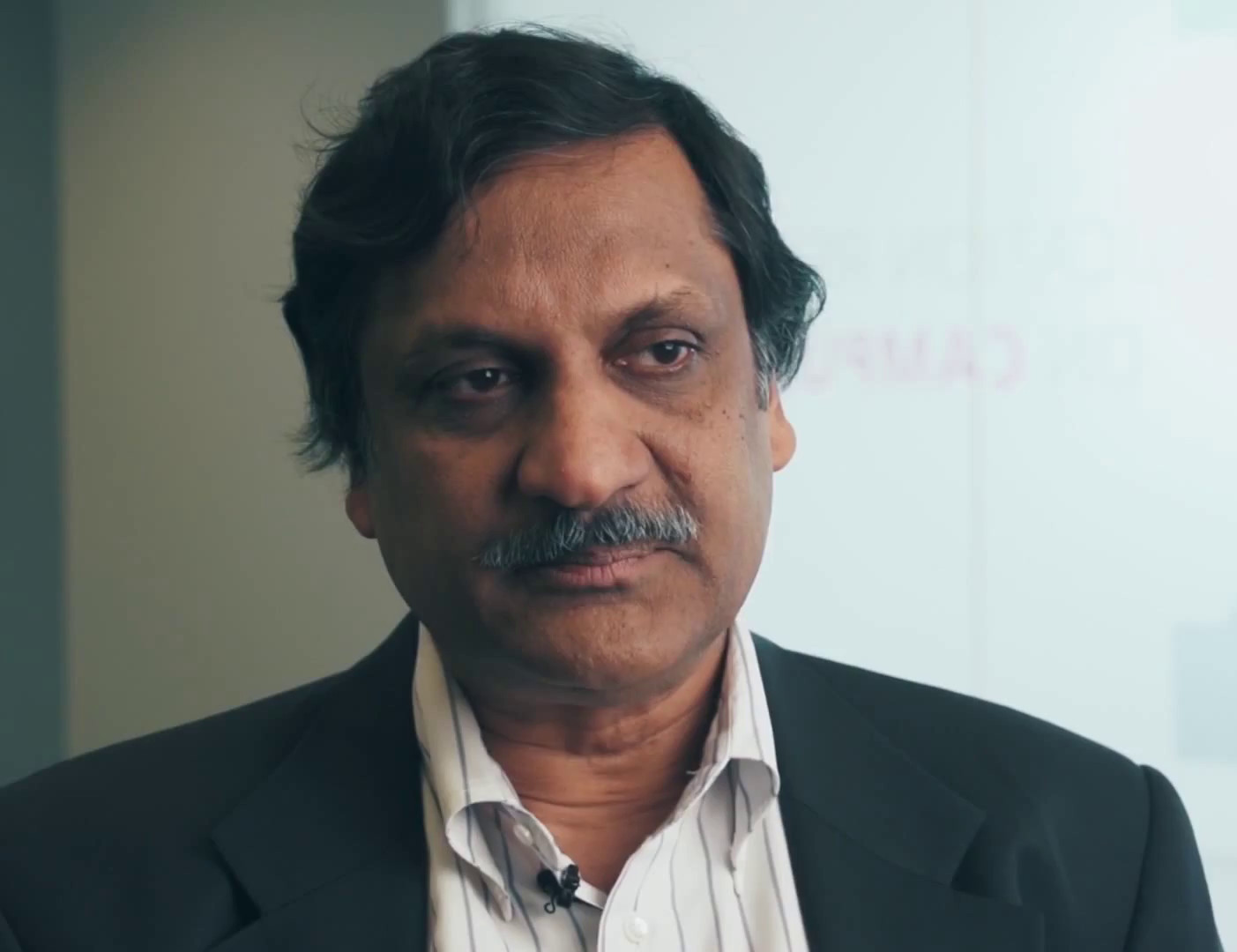
Anant Agarwal

Anant M. Agarwal (* 1959 in Delhi) ist ein indisch-US-amerikanischer Informatiker.
Agarwal ging in Mangalore zur Schule. Er studierte am Indian Institute of Technology in Madras (Bachelor-Abschluss in Elektrotechnik 1982) und erhielt 1984 seinen Master-Abschluss an der Stanford University, wo er 1987 promoviert wurde. Er ist Professor am Massachusetts Institute of Technology (MIT). 1998 bis 2003 war er Associate Director des Laboratory for Computer Science (LCS) am MIT; von 2011 bis 2012 war er Direktor des MIT Computer Science and Artificial Intelligence Laboratory (CSAIL). Er leitet die Carbon Research Group am CSAIL für Entwicklung von Hardware und Betriebssystemen für Mehrkernprozessor-Systeme und Cloud Computing. In gleicher Forschungsrichtung ist er als Leiter des Forschungsnetzwerks Project Angstrom zwischen Universitäten und Industrie aktiv.
Anfang der 1990er Jahre war er Architekt des Alewife-Multiprozessor-Projekts (ein skalierbares Shared-Memory-Mehrprozessorsystem) und entwickelte den zugehörigen Sparcle-Prozessor (1992). Er verwendete die Technologie später in der Gründung einer eigenen Entwicklungsfirma Tilera (gegründet 2004), die den Tile-Mehrkernprozessor entwickelte.
Er leitete am MIT auch 2002 das Raw-Projekt (Mehrkernprozessoren mit Instruction Level Parallelism (ILP)) und das VirtualWires Project.
2001 erhielt Agarwal den Maurice Wilkes Award für Computerarchitektur. 2007 wurde er Fellow der Association for Computing Machinery. 1991 erhielt er den Presidential Young Investigator Award. Er ist Präsident edX, der freien Initiative zum Online-Lernen von Harvard und MIT. 2013 wurde er zum Mitglied der American Academy of Arts and Sciences gewählt.